# Silocdji
 Silocdji (ou Sillokdji, Silokdji) est une localité du Cameroun située dans l'arrondissement de Petté, le département du Diamaré et la région de l’Extrême-Nord. Elle fait partie du canton de Petté rural.

## Population
En 1975, la localité comptait 61 habitants, des Peuls.
Lors du recensement de 2005, on y a dénombré 195 personnes.